# خوآن رناندس لا بیا
خوآن رناندس لا بیا (اسپانیایی: Juan Fernández La Villa‎؛ زادهٔ ۴ ژوئن ۱۹۸۵) بازیکن هاکی روی چمن اهل اسپانیا است که در مسابقات کشوری و بین‌المللی در مجموع برندهٔ ۱ مدال طلا، ۳ مدال نقره شده‌است.